# Liberty (1987)
Liberty es una revista libertaria fundada en 1987 por R. W. Bradford (quien fuese su editor hasta su muerte en 2005) en Port Townsend, Washington, y actualmente editada desde San Diego, California, por Stephen Cox. Desde 2008 se publica 11 veces al año.
Con un enfoque intensivo en la teoría e historia del libertarismo, la línea editorial siempre ha gustado de las yuxtaposiciones libertarias (constitucionalistas y minarquistas vs. anarquistas de mercado, artículos de académicos alternados de otros de estudiantes y amateurs, etc.). Generalmente no paga a los escritores por sus contribuciones. 
Liberty toma su nombre del antiguo periódico anarcoindividualista Liberty (1881–1908), que es un importante referente histórico de las ideas individualistas de mercado norteamericanas.